# Sartidia perrieri
Sartidia perrieri là một loài thực vật có hoa trong họ Hòa thảo. Loài này được (A.Camus) Bourreil miêu tả khoa học đầu tiên năm 1967.